# Radio Del Plata (Argentina)
Radio del Plata es una emisora de radio argentina que transmite desde la Ciudad Autónoma de Buenos Aires. Fue lanzada al aire en 1931 con el nombre de LP 6 Casa América y forma parte del conjunto histórico de las primeras emisoras del país junto con Radio El Mundo, LOO Radio Prieto, Radio Argentina, LOY Sociedad Radio Nacional, Estación Flores, L0W Radio Grand Splendid, L0V Brusa, L0Z Broadcasting La Nación, L0Q Radio Cine París, L0X Radio Cultura, L0X Estación Palermo de Radio Cultura, L0S Broadcasting Municipal, entre otras.
La historia de Radio del Plata, como el resto de las emisoras, siempre reflejó los avatares políticos y económicos de Argentina como los golpes de Estado, cuya primera medida siempre fue terminar con la libertad de expresión a través de persecuciones políticas, asesinatos, difamaciones, encarcelamientos, intervenciones y expropiaciones, en muchos casos, con cambio del nombre.
Desde otro punto de vista, la emisora también afrontó diferentes crisis producto de las políticas económicas
A fines de junio de 2019, Radio del Plata suspendió su programación a raíz de la grave crisis de la empresa propietaria -cuyos dueños fueron encarcelados. En ese año, Electroingeniería comenzó a recortar sueldos y despedir a Locutores, Operadores Técnicos y Productores.

## Historia
Comenzó a transmitir desde Avenida Santa Fe 2043, bajo la licencia que pertenecía a Radio Libertad (antes Radio Callao y Radio Casa América), adjudicada entonces por el Estado a Radiodifusora del Plata S.A. siendo una de las emisoras con más historia en la Radiodifusión Argentina. Fue parte del Grupo La Nación y fue vendida con la reticencia de Bartolomé Mitre (IV) por decisión del directorio encabezado por Julio Saguier (II).

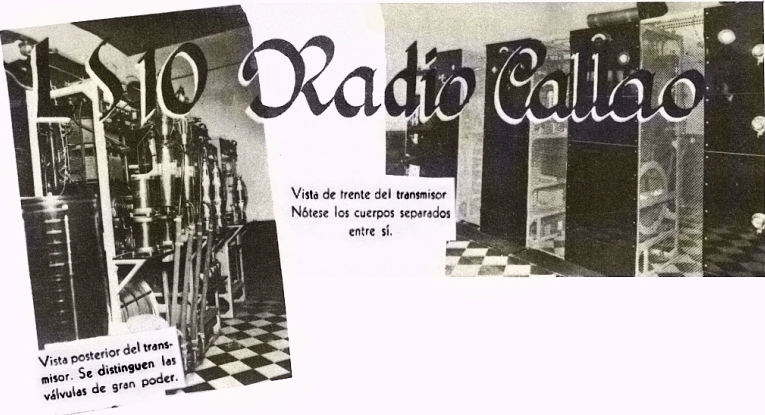
LS10 Radio Callao en 1937

En 2003 fue adquirida por Marcelo Tinelli y en 2009 la vendió a sus actuales propietarios. En 2012, la emisora comenzó a funcionar en el edificio ubicado en Gorriti 5963.

## Programación
Su grilla se compone de programas periodísticos, magacines y programas musicales. Su grilla se compone del servicio de noticias (Radionoticias Del Plata) y segmentos de música programada.